# Zemlja zemlja zemlja

Zemlja zemlja zemlja (COBISS) je zbirka kratke proze Branka Gradišnika, izšla je leta 1981 pri Mladinski knjigi. Za zbirko je avtor leta 1982 prejel nagrado Prešernovega sklada.

## Vsebina
Knjiga je druga zbirka Gradišnikove kratke proze, predstavlja prehod Gradišnikovega pisanja od znanstvenofantastičnih del k besedilom iz realnega, vsakdanjega sveta, torej prehod od iskanja v zunajzemeljskem svetu do sveta, ki je »tukaj in zdaj«. Besedila popisujejo tako imenovane vzporednice časovne resničnosti, druge prostore in drugačne oblike življenja. 